# Wolfgang Funkel
Wolfgang Funkel (* 10. August 1958 in Neuss) ist ein deutscher Fußballtrainer und ehemaliger -spieler.

## Spielerkarriere
Wolfgang Funkel begann seine Fußballkarriere beim Heimatverein VfR Neuss. Anschließend spielte er in der Oberliga Nordrhein bei Viktoria Goch, wechselte zum Zweitliga-Aufsteiger Rot-Weiß Oberhausen, spielte ab 1984 bei Bayer 05 Uerdingen und zuletzt beim 1. FC Kaiserslautern. Beim sogenannten Wunder von der Grotenburg am 19. März 1986 erzielte er im Viertelfinale des Europapokals der Pokalsieger drei der sieben Tore für Bayer 05 Uerdingen gegen Dynamo Dresden. Bei einem Foul durch Wolfgang Funkel in der 39. Minute erlitt Dresdens Stammtorhüter Bernd Jakubowski einen Schulterbruch und musste zur Halbzeitpause gegen den bis dahin völlig unerfahrenen Jens Ramme ausgewechselt werden. Zwischen 1991 und 1995 absolvierte Funkel 95 Bundesliga-Spiele für Kaiserslautern in der 1. Liga. Insgesamt hat der Abwehrspieler 305 Bundesliga-Spiele für Bayer 05 Uerdingen und den 1. FC Kaiserslautern absolviert.
Bei den Olympischen Spielen 1988 in Seoul gewann er mit der deutschen Olympiaauswahl die Bronzemedaille. Das Team wurde im Anschluss mit dem Silbernen Lorbeerblatt geehrt. Für die A-Mannschaft des DFB war der Verteidiger 1986 zweimal am Ball.

## Trainerkarriere
Seine Trainerkarriere begann wie seine aktive Laufbahn als Spieler beim VfR Neuss in der Landesliga während der Saison 1997/98. Anschließend war Funkel Assistenztrainer bei Rot-Weiß Oberhausen.
Von Juni 2001 bis Juni 2005 war er beim Bundesligaverein Hansa Rostock als Assistenztrainer seines Bruders Friedhelm Funkel und von Juri Schlünz unter Vertrag.
Funkel war vom 23. November 2005 bis zum 11. April 2007 Co-Trainer von Wolfgang Wolf beim 1. FC Kaiserslautern. Er erwarb zusammen mit Wolf 1997 die Trainerlizenz an der Kölner Sporthochschule. Nach der Entlassung Wolfs fungierte er übergangsweise als Cheftrainer beim 1. FC Kaiserslautern, ehe er nach der Verpflichtung von Kjetil Rekdal zur Saison 2007/08 wieder ins zweite Glied rückte. Funkel besaß beim FCK noch einen Vertrag bis zum 30. Juni 2008, wurde jedoch am 9. Februar 2008 gemeinsam mit Rekdal für den Rest der Vertragslaufzeit freigestellt.

## Sonstiges
Der gelernte Fliesenleger Funkel ist verheiratet und hat zwei Kinder.
Sein Bruder Friedhelm Funkel ist ebenfalls ehemaliger Fußballprofi und heutiger -trainer.

## Erfolge als Spieler
- Sieg im DFB-Pokal 1984/85
- Bronzemedaillengewinner 1988 in Seoul
- Bundesliga:
  - Platz 2 1994 mit 1. FC Kaiserslautern
  - Platz 3 1986 mit Bayer Uerdingen